# Majške Međe
Majške Međe (srp. ćir. Мајшке Међе; mađ. Szeglak), naselje u Općini Jagodnjak Osječko-baranjske županije (Republika Hrvatska).

## Zemljopisni položaj
Majške Međe su smještene u zapadnom dijelu Baranje, u mikroregiji Baranjske nizine. Udaljene su 10 km sjeverozapadno od sjedišta općine Jagodnjaka, 36 km od Osijeka, 12 km od Belog Manastira, 4 km od Bolmana i 4 km od Baranjskog Petrovog Sela (B. P. Selo). Nalaze se na lokalnoj cesti L44030 (D517 – Majške Međe), koja se od državne ceste D517 odvaja nalijevo između Bolmanskog spomenika i B. P. Sela. Najbliže naselje Majškim Međama je Novi Bezdan. Između njih postoji samo zemljani (prteni) put pa se iz jednog naselja u drugo može stići samo zaobilazno preko B. P. Sela.
Područje naselja Majške Međe ograničeno je sa zapada područjem naselja B. P. Selo, Novi Bezdan i opet B. P. Selo, s juga rijekom Dravom, s istoka područjem naselja Bolman i sa sjevera područjem naselja Bolman i B. P. Selo.

## Stanovništvo
Majške Međe su 1869. godine imale 78, 1900. godine 151, 1910. godine 179, 1948. godine 288, 1953. godine 287, 1961. godine 300, 1971. godine 264 i 1981. godine 195 stanovnika. 
Majške Međe su imale i dva zaseoka: Kruševlje i Zverinjak (Zvjerinjak). Na popisima stanovništva 1953., 1961. i 1971. ti su zaseoci iskazani kao dio naselja s 23, 23, 13, odnosno 9, 9 i 5 stanovnika
| broj stanovnika |       | 78    |       |       | 151   | 179   |       |       | 288   | 287   | 300   | 264   | 195   | 158   | 99    | 82    | 59    |
|                 | 1857. | 1869. | 1880. | 1890. | 1900. | 1910. | 1921. | 1931. | 1948. | 1953. | 1961. | 1971. | 1981. | 1991. | 2001. | 2011. | 2021. |

## Povijest
Majške Međe su bile zaselak naselja Bolman od 1880. do 1900. i od 1921. do 1948. godine. Godine 1948. imale su ime Štiljanovićevo, a od 1948. do 1997. službeno ime glasilo je Majiške Međe, iako stanovnici ime izgovaraju Majške Međe. 
U vrijeme dok je Općina Beli Manastir obuhvatala cijelu Baranju, Majške Međe su bile u sastavu Mjesne zajednice Bolman.
Prema podacima Györgya Timára (Tri stoljeća Belja, str. 59), na mjestu Majških Međa u srednjem vijeku postojalo je selo Majš, koje je 1582. i 1687. godine bilo nastanjeno. Godine 1696. tu su živjeli Srbi. Nakon 1704. njegovi se stanovnici nisu vratili. Godine 1830. tu su se počeli naseljavati Nijemci. Oko 1860. godine vlastelinstvo je tu osnovalo majurstvo. Godine 1914. imalo je 188 stanovnika.

## Gospodarstvo
Gospodarsku osnovu Majških Međa čine ratarstvo i stočarstvo te lovni turizam. U mjestu su u novije vrijeme izgrađeni silosi poduzeća "Fermopromet" iz Novog Bezdana u koje poljoprivrednici iz cijele okoline dovoze svoje proizvode.

## Kultura
Majške Međe nemaju ni jedan vjerski objekt, a pripadaju Župi sv. Lovre đakona i mučenika iz  Baranjskog Petrovog Sela i Srpskopravoslavnoj opštini Bolman.

## Obrazovanje
U naselju je nekad postojala četverorazredna osnovna škola, dok su učenici viših razreda išli u osnovnu školu Bolman. Danas se majškomeđanski osnovci školuju u B. P. Selu, Bolmanu (1-4 r.) ili Jagodnjaku (5-8 r.).

## Poznate osobe
- Jovan Lazić, revolucionar

## Znamenitosti i zanimljivosti
- Obitelj Jovana Lazića imala je u Majškim Međama veliku kuću koju su mještani nazivali dvorcem. Njegov je grob bio u dvorištu te kuće. Jednom godišnje taj su grob posjećivali učenici Područne škole Bolman tadašnje OŠ "Jovan Lazić" iz Belog Manastira. Kad je kuća prodana, grob je preseljen na majškomeđansko groblje
- Stanovnici Majških Međa su Majškomeđanci (jednina: Majškomeđanac; žena: Majškomeđanka). Ktetik: majškomeđanski.

## Šport
U sezonama 1988./89., 1989./90. i 1990./91. u Majškim Međama je postojao nogometni klub "Budućnost", koji je igrao u najnižoj baranjskoj ligi (Prvom, odnosno Drugom razredu).